# Fazenda Descalvados
A Fazenda Descalvados é um bem tombado localizado no município de Cáceres, no Mato Grosso.
A fazenda histórica fica às margens do Rio Paraguai, a cerca de 160 km ao sul de Cáceres, na margem direita do rio. No século XIX, sediou uma indústria de caldo de carnes instalada por expansionistas belgas, que trouxeram de Liège máquinas a vapor pelo Rio Paraguai. Nessa época, toneladas de carne enlatada eram exportadas, por via fluvial, para os Estados Unidos e Europa.
Atualmente, a propriedade pertence a uma família de Cáceres e todo o complexo industrial está desativado, parte em ruínas, como o grande galpão que foi demolido. Restam a escola, a agência dos correios e a Igreja de São Brás. A casarão principal foi restaurado e transformado em pousada.
A Fazenda Descalvados é tombada pela Secretaria de Estado de Cultura de Mato Grosso.